# 北海道道926号礼文空港线
北海道道926号礼文空港线（日语：北海道道926号礼文空港線）是北海道礼文町内的普通道级道路（北海道道）。

## 道路概况
- 起点：北海道礼文郡礼文町船泊（＝礼文空港）
- 終点：北海道礼文郡礼文町船泊（＝北海道道507号船泊港利礼公园线交点）
- 总長：1.1千米

## 经过的自治体
- 宗谷综合振兴局
  - 礼文郡礼文町

## 主要连接道路
- 礼文町
  - 北海道道507号船泊港利礼公园线

## 历史
- 1977年3月31日 路線勘定。